# خون‌آشام‌ها هرگز به تو آسیب نمی‌رسانند
«خون‌آشام‌ها هرگز به تو آسیب نمی‌رسانند» (به انگلیسی: Vampires Will Never Hurt You) تک‌آهنگی از گروه موسیقی آلترنتیو راک مای کمیکال رومنس است که در سال ۲۰۰۲ میلادی منتشر شد.